# Jane McAdam Freud
Jane McAdam Freud (24. února 1958 Londýn – 9. srpna 2022) byla britská konceptuální sochařka pracující v oblasti instalačního umění a digitálních médiích. V roce 2014 se stala vítězkou Evropských cen Trebbia za umělecký počin roku. Britská královská sochařská společnost jí udělila čestný titul FRBS (Fellow of the Royal British Society of Sculptors).

## Život a dílo
Narodila se v Londýně 24. února 1958 matce Katherine Margaret McAdamové a otci Lucianu Freudovi, čímž se stala pravnučkou Sigmunda Freuda. Její kariéra začala sólovou přehlídkou ve věku 18 let, již kurátorovali její učitelé umění na Putney College, která se později stala součástí South Thames College. Po dokončení základního kurzu na Wimbledon College of Art studovala v letech 1977 až 1978 mozaiku v italské Ravenně a pak se vrátila do Londýna, kde studovala na Central School of Art and Design (bakalářský titul získala v roce 1981) a na Royal College of Art pod vedením Johna Stezakera a Eduarda Paolozziho (magisterský titul v roce 1995).
V roce 1986 získala stipendium British Art Medal Society (BAMS) ke studiu v Římě, kde dva roky studovala sochařství na Accademia di Belle Arti di Roma u Gino Marotty a na Scuola d'Arte della Medaglia v Římě. Externě přednášela na fakultě Central St. Martins University of the Arts v Londýně a částečně také na sochařské škole Morley College. Vyučovala i na Royal College of Art v Londýně a na Královské akademii výtvarných umění v Antverpách.
Jane McAdam Freud v roce 1991 získala cenu Italské státní mincovny za dílo Momenty a vzpomínky a její vítězný návrh uvedl do výroby Istituto Poligrafico e Zecca dello Stato. Ve stejném roce obdržela čestné občanství (freedom of the city) Londýna. V roce 1994 se stala členkou Britské královské sochařské společnosti, v roce 1997 získala její čestný titul FRBS a mezi lety 1998 a 2000 byla i členkou její rady. Vydala několik katalogů, mezi nimiž byly On the Edge (1996) nebo Relative Relations (2006), a články o umění a psychoanalýze.
Ve svém krátkém filmu Dead or Alive odkázala na Freudův koncept kondenzace. Snímek byl uveden v různých muzeích, institucích a galeriích včetně Philoctetes Center for the Imagination v New Yorku (2008), Lung Yingtai Cultural Foundation v Tchaj-peji nebo Kosciuszko Foundation v New Yorku (2009), Sundaram Tagore Gallery v Los Angeles (2010) či Whitelabs Gallery v Miláně (2012).
Její díla našla zastoupení ve veřejných sbírkách, mezi nimiž figuruje Britské muzeum v Londýně, Victoria and Albert Museum v Londýně, Archiv Národní galerie v Londýně, Ashmoleanovo muzeum v Oxfordu či Fitzwilliamovo muzeum v Cambridge. Mezi mezinárodní sbírky patří Brooklynské muzeum v New Yorku, National Arts Club v New Yorku, Carnegieho muzeum umění v Pittsburghu, Řecká národní galerie v Athénách či Berlínská státní muzea.
Při příležitosti 150. výročí narození Sigmunda Freuda zavítala v roce 2006 poprvé do Příbora, kde byl tehdy čerstvě rekonstruován Freudův rodný dům. O rok později zde vystavovala svoje sochařské a medailérské dílo. Pro Českou mincovnu navrhla medaili k 70. výročí úmrtí Sigmunda Freuda roku 2009. Později se stala spolumajitelkou jednoho z domů na příborském náměstí Sigmunda Freuda a v něm spolu s manželem, architektem Peterem Hensonem, vybudovali galerii uvádějící umělce, jejichž dílo se pojí s psychoanalýzou. Pobývali zde také dlouhodoběji, asi dva roky, v období pandemie covidu-19. V roce 2021 McAdam Freud vytvořila pro rodný dům Sigmunda Freuda koncepci expozice Muzeum myšlení, kterou posléze Národní památkový ústav v Ostravě nominoval na cenu Patrimonium pro futuro v kategorii Prezentace a popularizace.
Jane McAdam Freud zemřela po těžké nemoci 9. srpna 2022 ve věku 64 let, v době své smrti bydlela v severozápadním Londýně. Příborská galerie, kterou ještě několik měsíců před smrtí stihla, otevřít, po ní byla pojmenována Jane McAdam Freud Gallery a v její správě nadále pokračoval její manžel.